# Estación de Parque Fundidora (Metrorrey)
La estación Parque Fundidora es una estación de la línea 1 del Metro de Monterrey. Está situada en Av. Colón casi esquina con Av. Pablo A. de la Garza en la colonia con el mismo nombre de esta última avenida.
Esta estación se encuentra cerca de las colonias Pablo A. de la Garza y Acero, y también del Parque Fundidora y la Arena Monterrey. En esta estación hay ayuda para personas con discapacidades.
El icono de esta estación está representado por la fuente Crisol que se encuentra al inicio del Paseo Santa Lucía, dentro del Parque Fundidora. Hasta antes del rediseño de la imagen institucional e iconografía del sistema Metrorrey en 2021, la imagen de la estación contaba con 3 árboles, representando así al parque mismo.

## Conexión al TransMetro
Cuenta con conexión al sistema TransMetro desde el 20 de septiembre de 2009 con la siguiente ruta:
- Torre Cívica: Su punto de partida es la estación Y Griega de la línea 1 y su punto de finalización es la misma (recorrido circular), atraviesa el centro de Monterrey pasando por el Pabellón Ciudadano, por las estaciones Zaragoza y Padre Mier de la línea 2 y el Mercado Juárez.